# Jan Lutkowic z Brzezia
Jan Lutkowic z Brzezia herbu Doliwa (ur. ok. 1405, zm. 24 maja 1471) – biskup kujawsko-pomorski, biskup krakowski, niedoszły biskup warmiński, podkanclerzy koronny.
Studiował w Krakowie. W latach 1429–1430 był sekretarzem księcia Witolda w Wilnie, następnie sekretarzem króla Władysława Jagiełły. Powstrzymał Witolda przed przyjęciem korony królewskiej z rąk cesarza Zygmunta Luksemburskiego. Zgromadził liczne kanonikaty – był członkiem kapituły krakowskiej, poznańskiej, płockiej i gnieźnieńskiej.
Brał udział w wielu misjach m.in. w 1433 na Sobór w Bazylei. W 1451 w Rzymie uzyskał tytuł doktora prawa. Wtedy też został bliskim współpracownikiem papieża Mikołaja V, będąc jego audytorem i kapelanem. W 1454 był obecny na sejmie sejmie Rzeszy w Ratyzbonie, gdzie obronił majestat króla polskiego, nie siadając na wyznaczonym mu miejscu, uważając je za niegodne. Przy osobie papieża Mikołaja V bronił interesów polskich, w szczególności praw do Prus przeciw zakonowi krzyżackiemu. Zdecydowany przeciwnik koncyliaryzmu, występował przeciw antypapieżowi Feliksowi V.
W 1453 administrator arcybiskupstwa gnieźnieńskiego (po śmierci Władysława Oporowskiego). W 1457 został wybrany przez grupę kanoników warmińskich (pod naciskiem króla Kazimierza Jagiellończyka) na biskupa warmińskiego, jako następca Franciszka Kuhschmalza; nie otrzymał prowizji papieskiej na to biskupstwo, ponieważ został zatwierdzony inny kandydat, Eneasz Sylwiusz Piccolomini, uznawany za osobę neutralną, w przeciwieństwie do Jana Lutka, jak również kandydata Krzyżaków Arnolda Venrade. 6 czerwca 1463 został zatwierdzony jako biskup kujawsko-pomorski; przyjął sakrę biskupią 7 listopada 1463. Już 19 października 1464 został przeniesiony na biskupstwo krakowskie; ingres w tej diecezji odbył 26 maja 1465.
W czasie wojny trzynastoletniej brał udział w walkach, a w 1460 w Bytomiu zawarł w imieniu króla Kazimierza Jagiellończyka sojusz z królem czeskim Jerzym z Podiebradów. Był gwarantem pokoju toruńskiego 1466 roku. W 1469 w Piotrkowie odebrał hołd lenny od wielkiego mistrza zakonu krzyżackiego Henryka von Plauen.